# Phyllanthus eliae
Phyllanthus eliae är en emblikaväxtart som först beskrevs av Jean F.Brunel och Jacobus Petrus Roux, och fick sitt nu gällande namn av Jean F.Brunel. Phyllanthus eliae ingår i släktet Phyllanthus och familjen emblikaväxter.
Artens utbredningsområde är Togo. Inga underarter finns listade i Catalogue of Life.